# Lijst van fractievoorzitters van de CPN in de Tweede Kamer
Fractievoorzitters van Communistische Partij van Nederland in de Tweede Kamer:
- 1946-1952: Gerben Wagenaar (1912-1993)
- 1952-1957: Henk Gortzak (1908-1989)
- 1957-1958: Gerben Wagenaar (1912-1993)
- 1958-1963: Paul de Groot (1899-1986)
- 1963-1982: Marcus Bakker (1923-2009)
- 1982-1986: Ina Brouwer (1950)